# Esqui aquático nos Jogos Pan-Americanos de 2023 - Rampa feminino
O evento da rampa feminino do esqui aquático nos Jogos Pan-Americanos de 2023 foi disputado em 22 e 23 de outubro de 2023 na Lagoa Los Morros, em San Bernardo. Um total de 10 esquiadoras aquáticas de oito Comitês Olímpicos Nacionais (CON) participaram da competição.

## Calendário
Horário local (UTC−3).
| Data          | Hora  | Fase       |
| ------------- | ----- | ---------- |
| 22 de outubro | 12:30 | Preliminar |
| 23 de outubro | 12:15 | Final      |

## Medalhistas
| Ouro   | USA Regina Jaquess |
| Prata  | CHI Agustina Varas |
| Bronze | CAN Paige Rini     |

## Resultados

### Preliminar
Cada esquiadora aquática realiza três manobras, com a melhor delas sendo considerada para o resultado final. As seis melhores se classificam para a final.
| Pos. | Esquiadora              | CON                      | Manobra 1 | Manobra 2 | Manobra 3 | Result. | Notas |
| ---- | ----------------------- | ------------------------ | --------- | --------- | --------- | ------- | ----- |
| 1    | Regina Jaquess          | USA Estados Unidos       | 44.8      | 48.2      | 49.4      | 49.4    | Q     |
| 2    | Agustina Varas          | CHI Chile                | 49.2      | 48.1      | 48.7      | 49.2    | Q     |
| 3    | Paige Rini              | CAN Canadá               | 40.5      | 45.0      | 45.9      | 45.9    | Q     |
| 4    | Anna Gay                | USA Estados Unidos       | 39.7      | 38.3      | 39.1      | 39.7    | Q     |
| 5    | Martina Piedrahita      | COL Colômbia             | 31.6      | 32.9      | 34.1      | 34.1    | Q     |
| 6    | Francesca Pigozzi       | DOM República Dominicana |           | 19.3      | 18.0      | 19.3    | Q     |
| 7    | Martina Font            | MEX México               | 12.0      | 12.7      | 13.4      | 13.4    |       |
| 8    | María Delfina Cuglievan | PER Peru                 |           | 1.0       |           | 1.0     |       |
| 8    | Erika Lang              | USA Estados Unidos       | 1.0       |           |           | 1.0     |       |
| 8    | Violeta Mociulsky       | ARG Argentina            |           | 1.0       |           | 1.0     |       |

### Final
Na final as competidoras realizaram mais três manobras, com a melhor delas de cada uma definindo as medalhistas.
| Pos.              | Esquiadora         | CON                      | Manobra 1 | Manobra 2 | Manobra 3 | Result. |
| ----------------- | ------------------ | ------------------------ | --------- | --------- | --------- | ------- |
| Medalha de ouro   | Regina Jaquess     | USA Estados Unidos       | 49.8      |           | 52.2      | 52.2    |
| Medalha de prata  | Agustina Varas     | CHI Chile                |           | 49.4      | 50.2      | 50.2    |
| Medalha de bronze | Paige Rini         | CAN Canadá               | 43.6      |           | 47.3      | 47.3    |
| 4                 | Anna Gay           | USA Estados Unidos       | 37.8      | 38.1      | 40.8      | 40.8    |
| 5                 | Martina Piedrahita | COL Colômbia             | 34.5      | 36.0      |           | 36.0    |
| 6                 | Francesca Pigozzi  | DOM República Dominicana | 19.2      | 20.0      | 19.3      | 20.0    |